# Conservación in situ
La conservación in situ (conservación en el propio sitio) es el proceso de proteger una especie en peligro de extinción, animal o vegetal, en su hábitat natural, actuando o no sobre el hábitat en sí mismo, o defendiendo a esa especie de sus predadores. El beneficio de la conservación in situ es que se mantienen las poblaciones en recuperación en el propio ambiente donde se desarrollan sus propiedades distintivas. Como una última oportunidad, la conservación ex situ se puede usar en parte o en toda la población, cuando la conservación in situ presenta dificultades insalvables, o imposibles.
La conservación de la vida silvestre se basa mayormente en la conservación in situ. Así se involucra la protección de los hábitats de vida silvestre. También, las reservas suficientemente grandes se mantienen para unir las especies en cuestión en números más importantes. El tamaño poblacional debe ser lo suficientemente grande como para reunir la necesaria variabilidad genética para sobrevivir las subpoblaciones, de tal modo que tengan altas probabilidades de continuar su adaptación biológica y su evolución en el tiempo. Ese tamaño de reserva puede calcularse para la especie en cuestión examinando la densidad poblacional en situaciones naturales. La reserva deberá luego ser bien protegida de intrusiones, o destrucción antrópica, y también contra otras catástrofes.
En agricultura las técnicas de “conservación in situ” realizan de manera efectiva el mejoramiento, la permanencia y la utilización de las variedades tradicionales o nativas de los cultivos agrícolas. Estas metodologías integran los resultados de la investigación científica con la experiencia y el trabajo de campo de los agricultores.
Primero, las accesiones de una variedad conservada en un banco de germoplasma y aquellas de la misma variedad multiplicada por los agricultores son evaluadas juntamente en los campos de los productores y en el laboratorio, siendo sujetas a diferentes situaciones y condiciones de estrés. De esta manera se amplían los conocimientos científicos sobre las características productivas de las variedades nativas. De seguida las accesiones superiores son cruzadas / mezcladas y multiplicadas en condiciones replicables. En fin, se proveen estas accesiones mejoradas a los agricultores. Así estos pueden cultivar selecciones mejoradas de sus mismas variedades en lugar de substituirlas con aquellas comerciales o de abandonar el cultivo.
Esta metodología de conservación de la biodiversidad agrícola es más exitosa en las zonas marginales, en las cuales el cultivo de las variedades comerciales es poco rentable, a causa de las limitaciones climáticas y de fertilidad del suelo. O donde las características organolépticas de las variedades tradicionales compensan la productividad inferior.